# Wedden, dat..?
Wedden, dat..? (deutsch Wetten, dass..?) war eine Fernsehshow aus den Niederlanden, in der Prominente Wetten auf besondere Fähigkeiten von Wettkandidaten abschlossen. Das Format lief von 1984 bis 1999 und entstammt der deutschen Vorlage Wetten, dass..? des ZDF aus der Feder von Frank Elstner. Von diesem Format gab es noch weitere Ableger im niederländischen, wie auch belgischen Fernsehen.

## Geschichte

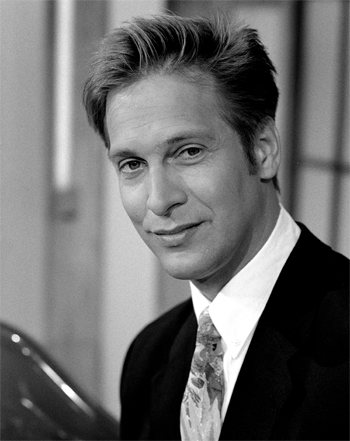
2. Moderator Rolf Wouters

Im Jahr 1984 erwarb die niederländische Rundfunkgesellschaft AVRO das deutsche Format vom ZDF. Präsentiert wurde die Sendung von Jos Brink. Assistiert wurde er dabei von Sandra Reemer (später Myrna Goossen). Brink erhielt für „Wedden, dat..?“ 1986 den Gouden Televizier-Ring. „Wedden dat..?“ hatte in der zweiten Hälfte der 1980er Jahre wöchentlich bis zu 4,5 Millionen Zuschauer. Anfang der 1990er wechselte die Sendung zu RTL 4.
Da Brink mehr Zeit am Theater und bei anderen Projekten verbringen wollte und er Mühe hatte diese Arbeit zu koordinieren, zog er sich 1993 aus der Fernsehsendung zurück. Dies Sendung übernahm Rolf Wouters, der das Konzept der Sendung umstellte. So wurde mehr auf spektakuläre und gefährliche Wetten gesetzt. Aufgrund der hohen Produktionskosten wurde die Sendung 1996 eingestellt.
1999 nahm RTL 4 die Sendung für kurze Zeit wieder ins Programm. Nun präsentierte Reinout Oerlemans die Sendung, die Sendung hatte aber keinen weiteren Erfolg. Vom 7. Mai 2005 bis 8. Dezember 2005 wurde die Sendung vom Sender NCRV wieder in der Originalbesetzung produziert. Grund war der 25. Jahrestag des Liliane Fonds bzw. „Make a difference day“.
2000 wurde einmalig ein Kinder-„Wedden dat...?“ produziert. Bart Peeters moderierte die Sendung.
Von 16. April 2008 bis 18. Januar 2009 produzierte die RTL Group mit dem Titel Ik Wed Dat Ik Het Kan! eine ähnliche Show, die von „RTL 4“ gezeigt wurde. Die Moderatoren waren Carlo Boszhard und Nicolette van Dam.

## Konzept der Sendung
Die Sendung wurde in der Regel live mit Publikum aus einem Fernsehstudio in Aalsmeer gesendet. Der Moderator ist Gastgeber von Prominenten, mit denen er ein Gespräch führt, bevor er ihm die Wette, welche zuvor von der Redaktion ausgewählt wurde, und den Wettkandidat vorstellte. Der jeweilige Prominente tippte auf den Ausgang und musste dazu seinen Wetteinsatz vortragen, meist spielerischer Natur. Danach führte der Wettkandidat seine Herausforderung durch. Für den Fall, dass der Prominente falsch lag, musste dieser seine Wette einlösen. Nach vier Gästen und vier Wetten wurde zum Ende die „Saalwette“ durchgeführt. Dabei wettete der Moderator gegen einen Zuschauer im Saal. Verlor der Moderator die Herausforderung, musste auch er seinen Wetteinsatz einlösen.

## Wetten
Bei den Wetten handelte es sich um besondere Kenntnisse und Fähigkeiten eines oder mehrerer Teilnehmer. Beispiele dieser Herausforderungen waren: Erkennen von Tischtennisbällen anhand des Geräusches, das beim Aufkommen auf dem Boden entsteht; Fahren eines Reisebusses auf Tausenden von Biergläsern; Seilspringen mit 120 Kindern gleichzeitig; ein Klavier innerhalb von drei Minuten einen Treppenlift hinunterbringen während dabei ein Lied gespielt wird. Die meisten Wetten wurden im Studio gezeigt; manchmal war es aber auch notwendig, Wetten vorab aufzuzeichnen. Etwa die Wasserskifahrt-Wette des Groninger Kinderarztes Dick Hamming.
Die Saalwette wurde vom Moderator der Sendung durchgeführt. Meistens musste Jos Brink am Ende der Sendung eine bestimmte Anzahl von Objekten oder Menschen mit einer bestimmten Fähigkeit im Studio versammeln, wozu er in der Sendung aufrief. Auch andere Saalwetten waren möglich. Wobei die „Haifischwetten“ von Brink die Berüchtigtsten waren: Er musste, wenn er verlor, innerhalb von einer Minute durch ein Haifischbecken schwimmen, wobei er jedes Mal seine Aufgeregtheit zeigte. Rolf Wouters führte zunächst diese Art der spektakulären Saalwetten aus Tradition weiter, beschloss aber nach einigen gefährlichen Wetten demonstrativ keine Saalwetten mehr durchzuführen, weil er fürchtete, ein falsches Beispiel zu geben.

## Ablauf der Sendung
„Wedden, dat..?“ war eine der ersten großen Spielshows im niederländischen Fernsehen und wurde zur Inspiration für weitere Sendungen. Der Studioboden wurde großflächig futuristisch und in Grautönen dekoriert und mit einer großen, mit Lämpchen beleuchteten, Showtreppe ausgestattet. Da die Wetten in ihrem Charakter verschieden waren, wurde für jede Wette ein eigenes Bühnenbild entworfen. Stets war in diesen das „W“ und das „?“ enthalten.
„Eén fout is fataal“ (deutsch „Ein Fehler ist fatal“) war oft die Regel bei „Wedden, dat..?“, vor allem bei Wetten ohne Zeitlimit. Kein Zeitlimit gab es insbesondere bei Denk- und Merkaufgaben, z. B. durch Zuschlagen einer Autotür die Automarke zu erkennen. Bei diesen Aufgaben mussten meist fünf Richtige erkannt werden. Das Schwierige hieran war, alle Aufgaben vollständig zu meistern. Gemäß dem Titel war ein Fehler fatal, man hatte also die Wette verloren.
Die Wetten wurden immer durch spannende Musik und aufwendige Beleuchtungseffekte begleitet. Eingeblendet wurde ebenso eine tickende Uhr.
Im Gegensatz dazu stand der Moderator. Jos Brink wusste die Situation mit seinem Humor anzureichern (und manchmal zu dramatisieren). Dies zeigte sich vor allem beim Auf- und Abbau einer Wette. Er hatte besondere Dialoge mit seinem „Kroepoekje“ Sandra Reemer. Rolf Wouters wurde stets begleitet durch „Meneer Sjon“, einem kleinen aufmerksamen Amanuensis mit einer etwas höheren Stimme.

## Preise
Jeder Wettkandidat bekam einen Pokal, auf dem das „Wedden, dat...?“-Logo abgebildet war. In den 1990er Jahren bekamen nur die Kandidaten einen Pokal, die ihre Wette gewannen.

## Besondere Vorkommnisse
- Da das Programm live war, war es möglich, dass mitunter auch unglücklich formulierte Bemerkungen und Witze von Jos Brink ausgestrahlt wurden. Nach einer Wette eines Fußarztes, der seine Patienten an ihren Füßen erkennen konnte, kommentierte dies Brink mit „und nächste Woche haben wir dann einen Gynäkologen“. Diese Bemerkung verursachte seinerzeit viel Aufregung in Form von Beschwerden und Abonnementkündigungen bei der AVRO.
- Eine große Aufmerksamkeit erreichte die Show mit einem 11-jährigen Jungen (Dennis van Bommel), der Galaxien erkennen konnte. Er gewann die Wette voller Stolz. Zwei Tage später ging der Junge mit seinem Preis zu seiner Großmutter. Er hatte denselben Pullover mit dem Namensschild an wie in der Sendung. An einer Kreuzung wurde er von einem vorbeifahrenden Auto erfasst. Ein anderes Auto überrollte ihn. Er erlag noch am Unfallort seinen Verletzungen. Die Polizei konnte ihn zunächst  an dem Namensschild, das er trug, identifizieren. Dieser Unfall fand in den Niederlanden große öffentliche Aufmerksamkeit und hatte auch Brink sehr mitgenommen. In der darauffolgenden Sendung äußerte er sich am Anfang der Sendung zu dem tragischen Unfall. In dieser Sendung fand aus Respekt für Dennis die Saalwette nicht statt.

## Belgien
Belgien hatte für den flämischen Landesteil eine eigene Version dieser Fernsehshow. Sie wurde vom Sender VTM ausgestrahlt. Am Anfang moderierte die Show Jos Brink mit seiner Assistentin Marlène de Wouters d'Oplinter. Sie wurden später von Koen Wauters abgelöst.